# Esteroide

Molécula de esterano o ciclopentano-perhidro-fenantreno.

Colesterol, el precursor de muchos otros esteroides.

Los esteroides son compuestos orgánicos derivados del núcleo del ciclopentanoperhidrofenantreno o esterano, que forma parte de la estructura química de numerosas vitaminas y hormonas. Este núcleo está  formado por cuatro anillos fusionados: tres de ellos con seis átomos de carbono y otro con cinco, totalizando  17 carbonos. En los esteroides esta estructura básica se modifica por adición de diversos grupos funcionales, como carbonilos e hidroxilos (hidrófilos) o cadenas hidrocarbonadas (hidrófobas). 

## Historia de los esteroides
La historia de los esteroides remonta a 1930, cuando el químico alemán Adolph Butenandt y su equipo lograron obtener 15 mg de una forma sintética de estrógenos y androsterona. Fue en 1935, donde dicho químico formuló una versión sintética de la hormona testosterona.
Durante los cinco años siguientes, científicos patrocinados por compañías farmacéuticas, hallaron métodos efectivos para sintetizar la hormona testosterona en grandes cantidades. El objetivo era utilizar los esteroides como un tratamiento para la depresión. Por dicha hazaña, Butendant recibió el Premio Nobel en  1939.

## Estructura química
El núcleo de esteroide es bastante rígido con una estructura prácticamente plana y con cadenas. Las sustancias derivadas de este núcleo poseen grupos metilo (-CH3) en las posiciones 10 y 13, que representan los carbonos 18 y 19, así como un carbonilo o un hidroxilo en el carbono 3; generalmente existe también una cadena hidrocarbonada lateral en el carbono 17; la longitud de dicha cadena y la presencia de metilos, hidroxilos o carbonilos determinan las diferentes estructuras de estas sustancias.

## Características
Las hormonas esteroideas tienen en común que:
- Se sintetizan a partir del colesterol.
- Son hormonas lipofílicas que atraviesan libremente la membrana plasmática eucariota, se unen a un receptor citoplasmático, y este complejo receptor-hormona tiene su lugar de acción en el ARN del núcleo celular, activando genes o modulando la transcripción del ADN.

Entre los esteroides se pueden destacar los esteroles.

## Funciones

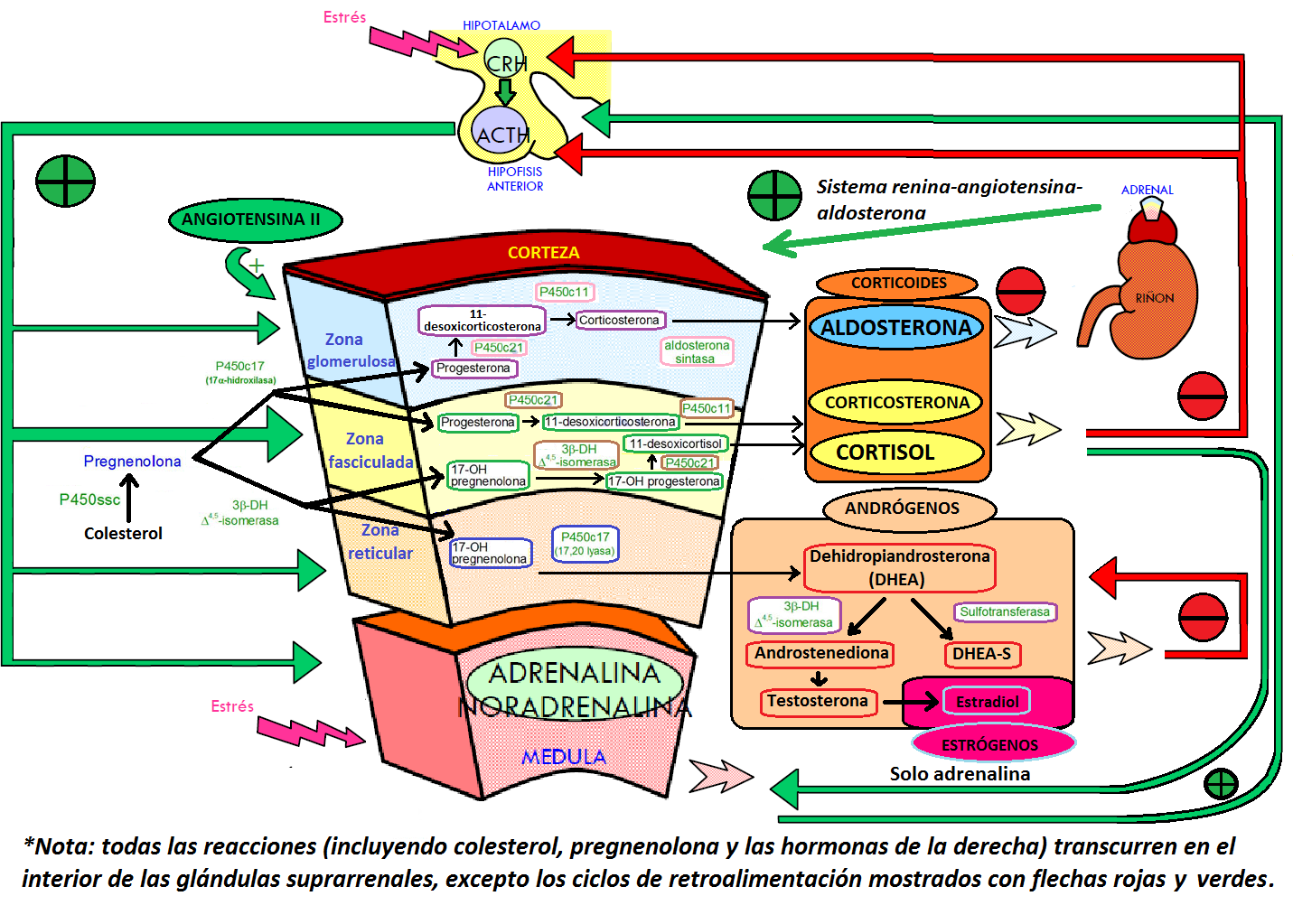
Síntesis de hormonas esteroideas en las glándulas suprarrenales.

En los mamíferos, como el ser humano, cumplen importantes funciones:
- Reguladora: Algunos regulan los niveles de sal y la secreción de bilis.
- Estructural: El colesterol es un esteroide que forma parte de la estructura de las membranas de las células junto con los fosfolípidos. Además, a partir del colesterol se sintetizan los demás esteroides.
- Hormonal: Las hormonas esteroides son:
  - Corticoides: glucocorticoides y mineralocorticoides. Existen múltiples fármacos con actividad corticoide, como la prednisona.
  - Hormonas sexuales masculinas: como la testosterona y las hormonas sexuales femeninas: los estrógenos. Los Fármacos anabolizantes androgénicos esteroides (AE) llamados simplemente esteroides.
  - Vitamina D y sus derivados.

Todos ellos son derivados de los esteroides, por ende es de suma importancia en el ser humano.

### Función hepática
Los esteroides anabolizantes (EA) pueden provocar efectos adversos profundos sobre el hígado y otros órganos principales. Esto es particularmente cierto para los EA administrados por vía oral. Los EA administrados por vía parenteral parecen tener efectos menos serios sobre el hígado. 
El cipionato de testosterona, el enantato de testosterona y otros anabólicos esteroides inyectables parecen tener pocos efectos adversos sobre el hígado. Sin embargo, se han reportado lesiones hepáticas luego de la administración de nortestosterona por vía parenteral, y también ocasionalmente luego de la inyección de ésteres de testosterona.
La influencia de los EA sobre la función hepática ha sido estudiada ampliamente. La mayoría de los estudios involucran a pacientes hospitalizados quienes son tratados durante períodos prolongados por varias enfermedades, tales como anemia, insuficiencia renal, impotencia, y disfunción de la glándula pituitaria.
En pruebas clínicas, el tratamiento con anabólicos esteroides resultó en una reducción de la función secretora hepática. Además, se observaron colestasis hepáticas, reflejadas por picazón e ictericia, y peliosis hepática.